# Jednostka regionalna Argolida
Jednostka regionalna Argolida (gr. Περιφερειακή ενότητα Αργολίδας) – jednostka administracyjna Grecji w regionie Peloponez. Powołana do życia 1 stycznia 2011, liczy 93 tys. mieszkańców (2021).
W skład jednostki wchodzą gminy:
- Nauplion (1),
- Argos-Mykeny (2),
- Epidauros (3),
- Ermionida (4).